# بنداندازون
بنداندازون مراسم آرایش کردن عروس بود که در ازدواج سنتی ایرانی، چند روز قبل از عقد انجام می‌گرفت. در این مراسم بستگان داماد مانند مادر و خواهر و عمه و زن برادر با دعوت قبلی به خانه عروس می‌رفتند و همراه عروس آنها نیز آرایش می‌کردند.

## بنداندازون به زبان طنز
در این مراسم عروس خانم جهت گرفتن ابرو و اصلاح صورت به آرایشگاه زنانه منتقل می‌گردد و هنگامی که آرایشگران مشغول گرفتن ابرو و اصلاح صورت او هستند، همزمان داماد در مقابل دیدگان عروس شروع به بندبازی می‌نماید و آن قدر این کار را ادامه می‌دهد تا کار آرایشگران تمام شود. بعد از اتمام کار، آقای داماد بعد از پرداخت هزینه‌های این مراسم اولین سکته ناقص خود را تجربه می‌کند!